# Ryuzo Morioka
Ryuzo Morioka (født 7. oktober 1975) er en japansk fodboldspiller.

## Japans fodboldlandshold
| Japans landshold | Japans landshold | Japans landshold |
| År               | Kmp              | Mål              |
| ---------------- | ---------------- | ---------------- |
| 1999             | 7                | 0                |
| 2000             | 14               | 0                |
| 2001             | 11               | 0                |
| 2002             | 2                | 0                |
| 2003             | 4                | 0                |
| Total            | 38               | 0                |